# الأحكام السلطانية (كتاب)
الأحكام السلطانية من أهم الكتب المؤلفة في السياسة الشرعية والأحكام السلطانية؛ وهو من تأليف الفقيه أبي الحسن الماوردي؛ وقد ترجمه فانيان إلى الفرنسية.

## أبواب الكتاب
يقول القاضي أبو الحسن الماوردي في خطبة الكتاب أنّه قسّمه إلى الأبواب التالية:
1. الباب الأول: في عقد الإمامة.
2. الباب الثاني: في تقليد الوزارة.
3. الباب الثالث: في تقليد الإمارة على البلاد.
4. الباب الرابع: في تقليد الإمارة على الجهاد.
5. الباب الخامس: في الولاية على المصالح.
6. الباب السادس: في ولاية القضاء.
7. الباب السابع: في ولاية المظالم.
8. الباب الثامن: في ولاية النقابة على ذوي الأنساب.
9. الباب التاسع: في الولاية على إمامة الصلوات.
10. الباب العاشر: في الولاية على الحج.
11. الباب الحادي عشر: في ولاية الصدقات.
12. الباب الثاني عشر: في قسم الفيء والغنيمة.
13. الباب الثالث عشر: في وضع الجزية والخراج.
14. الباب الرابع عشر: فيما تختلف أحكامه من البلاد.
15. الباب الخامس عشر: في إحياء الموات واستخراج المياه.
16. الباب السادس عشر: في الحمى والأرفاق.
17. الباب السابع عشر: في أحكام الإقطاع.
18. الباب الثامن عشر: في وضع الديوان وذكر أحكامه.
19. الباب التاسع عشر: في أحكام الجرائم.
20. الباب العشرون: في أحكام الحسبة.

## روابط خارجية
كتاب الأحكام السلطانية من الشبكة الإسلامية.